# 扎明達爾
扎明達爾（Zamindar），又译柴明达尔，波斯語“土地所有者”之意，是印度次大陸的世襲貴族。扎明達爾擁有大片土地和為他們耕作的農民，在东印度公司和英属印度时期有权向农民徵稅。政府通过扎明达尔充当中间人，向农民征收田赋的制度，便被称为扎明达尔制（Zamindar system）。

## 象征
他們的家人帶有象徵他們身份的頭銜，如巴布、斯里、拉伊、皮萊、拉奧、喬杜里、汗、薩達爾、馬利克、塔庫爾等等。在19世紀至20世紀，隨著英國帝國主義的出現，許多富有且有影響力的扎明達爾被賦予了諸如拉者和納瓦卜等君主頭銜。

## 历史
在莫臥兒帝國時期，扎明達爾屬於貴族，並組成了統治階級。阿克巴皇帝授予他們曼沙卜的頭銜，他們的祖先被視為賈吉爾，即為國家徵稅的封主。在英國殖民統治下，鞏固了所謂的扎明達爾制度。英國人承認其王公贵族身份，以换取扎明达尔的支持。印度的許多土地都是由他們控制。然而，英國人也減少了許多前殖民地貴族的土地所有權，將他們的地位從以前較高級別的貴族降級為地主。
扎明达尔制度在1950年東巴基斯坦（今孟加拉國）土地改革期間廢除，印度于1951年废除，西巴基斯坦于1959年废除。

## 人物
他們也是藝術的讚助人。罗宾德拉纳特·泰戈尔於1913年成為印度第一位諾貝爾文學獎獲得者，他經常在他的莊園工作，也是一位扎明達爾。